# Australisch voetbalelftal (vrouwen)
Het Australisch vrouwenvoetbalelftal is een voetbalteam dat uitkomt voor Australië bij internationale wedstrijden zoals op het Aziatisch kampioenschap.
Australië is sinds 2006 aangesloten bij de AFC, daarvoor bij de OFC.
In 1995 was de bijnaam Female Socceroos, een verwijzing naar de Australische kangoeroes. Daarna kregen ze de bijnaam Matildas, van Waltzing Matilda, een Australisch volksliedje.

## Prestaties op eindronden

### Wereldkampioenschap
| Jaar   | Resultaat           | Wed                 | W                   | G                   | V                   | DV                  | DT                  |
| ------ | ------------------- | ------------------- | ------------------- | ------------------- | ------------------- | ------------------- | ------------------- |
| 1991   | Niet gekwalificeerd | Niet gekwalificeerd | Niet gekwalificeerd | Niet gekwalificeerd | Niet gekwalificeerd | Niet gekwalificeerd | Niet gekwalificeerd |
| 1995   | Groepsfase          | 3                   | 0                   | 0                   | 3                   | 3                   | 13                  |
| 1999   | Groepsfase          | 3                   | 0                   | 1                   | 2                   | 3                   | 7                   |
| 2003   | Groepsfase          | 3                   | 0                   | 1                   | 2                   | 3                   | 5                   |
| 2007   | Kwartfinale         | 4                   | 1                   | 2                   | 1                   | 9                   | 7                   |
| 2011   | Kwartfinale         | 4                   | 2                   | 0                   | 2                   | 6                   | 7                   |
| 2015   | Kwartfinale         | 5                   | 2                   | 1                   | 2                   | 5                   | 5                   |
| 2019   | Achtste finale      | 4                   | 2                   | 1                   | 1                   | 9                   | 6                   |
| / 2023 | Vierde              | 7                   | 3                   | 1                   | 3                   | 10                  | 8                   |
| Totaal | 8/9                 | 33                  | 10                  | 7                   | 16                  | 48                  | 57                  |

### Olympische Spelen
| Jaar   | Resultaat           | Wed                 | W                   | G                   | V                   | DV                  | DT                  |
| ------ | ------------------- | ------------------- | ------------------- | ------------------- | ------------------- | ------------------- | ------------------- |
| 1996   | Niet gekwalificeerd | Niet gekwalificeerd | Niet gekwalificeerd | Niet gekwalificeerd | Niet gekwalificeerd | Niet gekwalificeerd | Niet gekwalificeerd |
| 2000   | Groepsfase          | 3                   | 0                   | 1                   | 2                   | 2                   | 6                   |
| 2004   | Kwartfinale         | 4                   | 1                   | 1                   | 2                   | 3                   | 4                   |
| 2008   | Niet gekwalificeerd | Niet gekwalificeerd | Niet gekwalificeerd | Niet gekwalificeerd | Niet gekwalificeerd | Niet gekwalificeerd | Niet gekwalificeerd |
| 2012   | Niet gekwalificeerd | Niet gekwalificeerd | Niet gekwalificeerd | Niet gekwalificeerd | Niet gekwalificeerd | Niet gekwalificeerd | Niet gekwalificeerd |
| 2016   | Kwartfinale         | 4                   | 1                   | 2                   | 1                   | 8                   | 5                   |
| Totaal | 3/6                 | 11                  | 2                   | 4                   | 5                   | 13                  | 15                  |

## FIFA-wereldranglijst
Betreft klassering aan het einde van het jaar
| 2003 | 2004 | 2005 | 2006 | 2007 | 2008 | 2009 | 2010 | 2011 | 2012 | 2013 | 2014 | 2015 | 2016 | 2017 |
| ---- | ---- | ---- | ---- | ---- | ---- | ---- | ---- | ---- | ---- | ---- | ---- | ---- | ---- | ---- |
| 16   | 15   | 15   | 15   | 12   | 14   | 14   | 12   | 10   | 9    | 9    | 10   | 9    | 6    | 4    |

## Selecties

### Huidige selectie

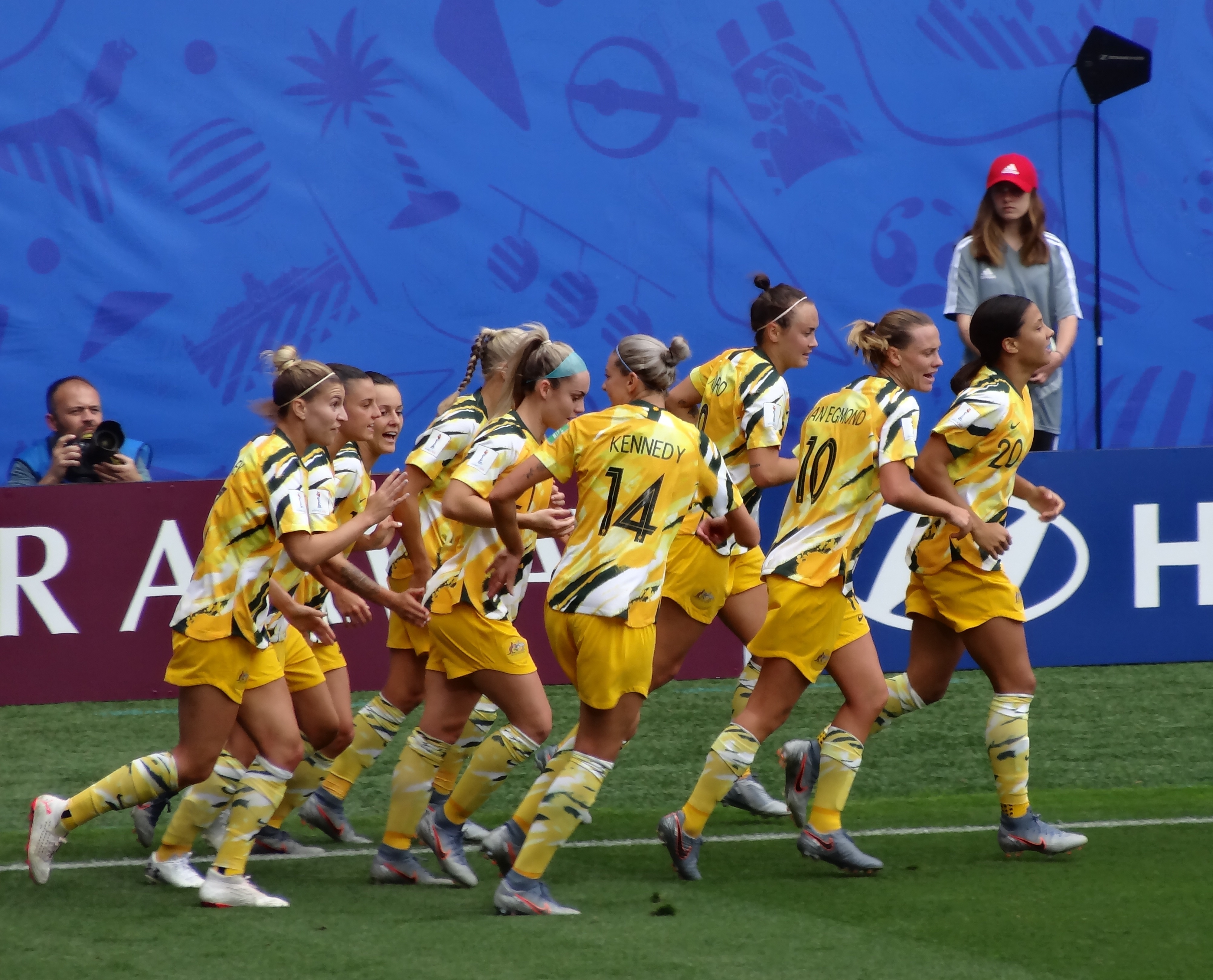
De Matildas tijdens het WK 2019

Interlands en doelpunten bijgewerkt tot en met de WK-wedstrijd Australië  (1 - 1) (1 - 4)  Noorwegen op 22 juni 2019.
|                          |                              |      |        |                   |        |
|                          |                              |      |        |                   |        |
|                          |                              |      |        |                   |        |
| Nr.                      | Naam                         | Wed. | Dlpnt. | Club              | Debuut |
| Doel                     |                              |      |        |                   |        |
| 1                        | Lydia Williams 36 jaar       | 82   | 0 (-4) | Melbourne City    | 2005   |
| 12                       | Teagan Micah 27 jaar         | 0    | 0      | UCLA Bruins       | 2017   |
| 18                       | Mackenzie Arnold 31 jaar     | 23   | 0      | Brisbane Roar     | 2012   |
| Verdediging              |                              |      |        |                   |        |
| 2                        | Gema Simon 34 jaar           | 11   | 0      | Newcastle Jets    | 2014   |
| 4                        | Clare Polkinghorne 36 jaar   | 119  | 9      | Houston Dash      | 2006   |
| 5                        | Karly Roestbakken 24 jaar    | 3    | 0      | Canberra United   | 2019   |
| 7                        | Steph Catley 31 jaar         | 76   | 2 (1)  | Reign FC          | 2012   |
| 14                       | Alanna Kennedy 30 jaar       | 82   | 7      | Orlando Pride     | 2012   |
| 21                       | Ellie Carpenter 24 jaar      | 36   | 1      | Portland Thorns   | 2016   |
| 23                       | Teigen Allen 31 jaar         | 40   | 0      | Melbourne Victory | 2010   |
| Middenveld               |                              |      |        |                   |        |
| 3                        | Aivi Luik 40 jaar            | 22   | 0      | Levante           | 2010   |
| 6                        | Chloe Logarzo 30 jaar        | 42   | 7      | Washington Spirit | 2013   |
| 8                        | Elise Kellond-Knight 34 jaar | 109  | 2      | Reign FC          | 2007   |
| 10                       | Emily van Egmond 31 jaar     | 90   | 18     | Orlando Pride     | 2010   |
| 13                       | Tameka Yallop 33 jaar        | 82   | 10     | Klepp IL          | 2007   |
| 19                       | Katrina Gorry 32 jaar        | 76   | 14     | Brisbane Roar     | 2012   |
| 22                       | Amy Harrison 28 jaar         | 11   | 0      | Washington Spirit | 2015   |
| Aanval                   |                              |      |        |                   |        |
| 9                        | Caitlin Foord 30 jaar        | 76   | 17     | Portland Thorns   | 2011   |
| 11                       | Lisa De Vanna 40 jaar        | 150  | 47     | Sydney FC         | 2004   |
| 15                       | Emily Gielnik 32 jaar        | 32   | 7 (0)  | Melbourne Victory | 2012   |
| 16                       | Hayley Raso 30 jaar          | 39   | 3      | Portland Thorns   | 2012   |
| 17                       | Mary Fowler22 jaar           | 4    | 0      | Bankstown City    | 2018   |
| 20                       | Samantha Kerr 31 jaar        | 81   | 36 (0) | Chicago Red Stars | 2009   |
| Bondscoach: Ante Milicic |                              |      |        |                   |        |

(Nr.= basiself, Nr. + Wed. = , Nr. + Wed. = , Nr. + Wed. = volledige wedstrijd, Dlpnt. = gescoord, 0 = penalty gestopt)

### Wereldkampioenschap
| Selectie van Australië bij het WK 2019 | Selectie van Australië bij het WK 2019 | Selectie van Australië bij het WK 2019 | Selectie van Australië bij het WK 2019 | Selectie van Australië bij het WK 2019 |
| -------------------------------------- | -------------------------------------- | -------------------------------------- | -------------------------------------- | -------------------------------------- |
|                                        |                                        |                                        |                                        |                                        |
|                                        |                                        |                                        |                                        |                                        |
|                                        |                                        |                                        |                                        |                                        |
| №                                      | Naam                                   | Wed.                                   | Dlpnt.                                 | Club                                   |
| Doel                                   |                                        |                                        |                                        |                                        |
| 1                                      | Lydia Williams 31 jaar                 | 4 (82)                                 | -6 (-4)                                | Melbourne City                         |
| 12                                     | Teagan Micah 21 jaar                   | 0                                      | 0                                      | UCLA Bruins                            |
| 18                                     | Mackenzie Arnold 25 jaar               | 0 (23)                                 | 0                                      | Brisbane Roar                          |
| Verdediging                            |                                        |                                        |                                        |                                        |
| 2                                      | Gema Simon 28 jaar                     | 0 (11)                                 | 0                                      | Newcastle Jets                         |
| 4                                      | Clare Polkinghorne 30 jaar             | 2 (119)                                | 0 (9)                                  | Houston Dash                           |
| 5                                      | Karly Roestbakken 18 jaar              | 3 (3)                                  | 0                                      | Canberra United                        |
| 7                                      | Steph Catley 25 jaar                   | 4 (76)                                 | 0 (1) (2)                              | Reign FC                               |
| 14                                     | Alanna Kennedy 24 jaar                 | 4 (82)                                 | 0 (7)                                  | Orlando Pride                          |
| 21                                     | Ellie Carpenter 19 jaar                | 4 (36)                                 | 0 (1)                                  | Portland Thorns                        |
| 23                                     | Teigen Allen 25 jaar                   | 0 (40)                                 | 0                                      | Melbourne Victory                      |
| Middenveld                             |                                        |                                        |                                        |                                        |
| 3                                      | Aivi Luik 34 jaar                      | 1 (22)                                 | 0                                      | Levante                                |
| 6                                      | Chloe Logarzo 24 jaar                  | 4 (42)                                 | 1 (7)                                  | Washington Spirit                      |
| 8                                      | Elise Kellond-Knight 28 jaar           | 3 (109)                                | 1 (2)                                  | Reign FC                               |
| 10                                     | Emily van Egmond 25 jaar               | 4 (90)                                 | 0 (18)                                 | Orlando Pride                          |
| 13                                     | Tameka Yallop 28 jaar                  | 3 (82)                                 | 0 (10)                                 | Klepp IL                               |
| 19                                     | Katrina Gorry 26 jaar                  | 2 (76)                                 | 0 (14)                                 | Brisbane Roar                          |
| 22                                     | Amy Harrison 23 jaar                   | 1 (11)                                 | 0                                      | Washington Spirit                      |
| Aanval                                 |                                        |                                        |                                        |                                        |
| 9                                      | Caitlin Foord 24 jaar                  | 4 (76)                                 | 1 (17)                                 | Portland Thorns                        |
| 11                                     | Lisa De Vanna 34 jaar                  | 2 (150)                                | 0 (47)                                 | Sydney FC                              |
| 15                                     | Emily Gielnik 27 jaar                  | 3 (32)                                 | 0 (0) (7)                              | Melbourne Victory                      |
| 16                                     | Hayley Raso 24 jaar                    | 4 (39)                                 | 0 (3)                                  | Portland Thorns                        |
| 17                                     | Mary Fowler 16 jaar                    | 0 (4)                                  | 0                                      | Bankstown City                         |
| 20                                     | Samantha Kerr 25 jaar                  | 4 (81)                                 | 5 (0) (36)                             | Chicago Red Stars                      |
| Bondscoach: Ante Milicic               |                                        |                                        |                                        |                                        |